# بارتوك العظيم
بارتوك العظيم (بالإنجليزية: Bartok the Magnificent)‏ فيلم خيالي أنيميشن من إخراج دون بلوث وغاري غولدمان صدر في 16 نوفمبر 1999 باللغة الإنجليزية وتم الفيلم تم مترجمه عرضه على قناة سبيس باور.

## الشخصيات
- بارتوك
- زوزي
- القيصر ايفان
- لودميلا
- التنين لودميلا
- الساحرة بابا ياجا
- بوليف
- نوبل

## فريق العمل

### الدبلجة
- هانك آزاريا بدور بارتوك
- كيلسي جرامر بدور زوزي
- كاثرين أوهارا بدور لودميلا
- فرانك ويلكر بدور التنين لودميلا
- أندريا مارتن بدور بابا ياجا
- تيم كاري بدور جمجمة مدخل / الحرس إلى كوخ بابا ياجا ل.
- جنيفر تيلي بدور بوليف، والحيوانات الأليفة بابا ياجا ل
- فرينش ستيوارت بدور نوبل
- فيليب فان دايك بدور الأمير إيفان
- ديدريخ بادر بدور الطيران، صديق إيفان ونقيب من الحرس.
- جلين شاديكس بدور سكان المدينة
- داني مان بدور رئيس القوزاق

## روابط خارجية
- بارتوك العظيم على موقع IMDb (الإنجليزية)
- بارتوك العظيم على موقع روتن توميتوز (الإنجليزية)
- بارتوك العظيم على موقع نتفليكس (الإنجليزية)
- بارتوك العظيم على موقع ألو سيني (الفرنسية)
- بارتوك العظيم على موقع Turner Classic Movies (الإنجليزية)
- بارتوك العظيم على موقع أول موفي (الإنجليزية)
- بارتوك العظيم على موقع فيلمافينيتي (الإسبانية)
- بارتوك العظيم على موقع قاعدة بيانات الأفلام السويدية (السويدية)
- بارتوك العظيم على موقع قاعدة بيانات الفيلم (الإنجليزية)
- بارتوك العظيم على موقع ليتربوكسد (الإنجليزية)